# Stephen Morgan (homme politique britannique)
Stephen James Morgan (né le 17 janvier 1981) est un homme politique du parti travailliste qui est député de Portsmouth Sud depuis 2017.

## Jeunesse
Morgan est originaire de Fratton, un district de Portsmouth où il fréquente les écoles publiques locales, notamment l'école prieurale puis le Collège de Portsmouth. Il est le premier de sa famille à aller à l'université pour étudier la politique et la sociologie à l'Université de Bristol avant d'obtenir une maîtrise en politique à Goldsmiths à Londres.
Il est actif dans sa communauté dès son plus jeune âge, inspiré par l'implication de ses parents dans la région. Le grand-père de Morgan, originaire de Southsea, a quitté Portsmouth à l'âge de 17 ans pour participer au débarquement du jour J où il sert dans le Royal Army Service Corps. Après la Seconde Guerre mondiale, le grand-père de Morgan continue à vivre à Portsmouth et aide à fonder la branche locale de la Normandy Veterans Association. 
Morgan est président du Consortium culturel de Portsmouth, un groupe dirigé par des résidents qui s'engage pour améliorer la ville grâce à la régénération culturelle, vice-président d'Age UK Portsmouth et gouverneur de la Arundel Court Junior School et de son ancienne école secondaire, Priory School.
Avant de se lancer en politique, Morgan fait carrière dans l'administration locale au conseil municipal de Portsmouth, avant de devenir chef de l'engagement communautaire pour le quartier royal de Kensington et Chelsea . De 2015 jusqu'à l'élection générale anticipée de 2017, il est PDG de Basingstoke Voluntary Action,. Ce poste lui permet de briguer une fonction publique pour la première fois et, en mai 2016, il devient conseiller de Charles Dickens, un quartier central du conseil municipal de Portsmouth. Plus tard cette année-là, il devient le chef du groupe travailliste de Portsmouth.

## Carrière parlementaire
Le 8 juin 2017, une élection générale anticipée déclenchée par le Premier ministre Theresa May a eu lieu, au cours de laquelle il bat le député conservateur sortant Flick Drummond pour Portsmouth Sud par une majorité de 1 554 voix et un basculement de 9,4% des conservateurs aux travaillistes. Cela fait de lui le premier membre de son parti à représenter le siège depuis sa création en 1918. Lors des élections générales de décembre 2019, Morgan triple sa majorité, enregistrant à nouveau l'une des plus fortes augmentations de la part des travaillistes dans le vote du pays avec 7,6%.
Au Parlement, Morgan est secrétaire parlementaire privé (SPP) d'Andrew Gwynne, le secrétaire d'État fantôme pour les communautés et le gouvernement local, et membre du comité des comptes publics. De juillet 2019 à avril 2020, il sert dans l'équipe des Communautés fantômes et du gouvernement local comme ministre fantôme. 
De janvier 2020 à avril 2020, Morgan est ministre fantôme des marchés publics de la défense, suivant la livraison de l'équipement et du soutien, l'entreprise nucléaire, les exportations, le cyber, l'innovation, la science et la technologie, les domaines et l'environnement et la durabilité . En avril 2020, le nouveau chef du parti travailliste Keir Starmer le nomme ministre fantôme des forces armées . 
En 2016, Morgan fait campagne pour rester dans l'Union européenne lors du référendum européen. La circonscription vote de justesse en faveur du départ, avec 51,76%  reflétant le résultat national. Morgan est l'un des premiers partisans de la campagne du vote du peuple affirmant que donner au public une autre chance de voter sur le Brexit mettrait fin à ce que beaucoup considèrent comme la crise constitutionnelle nationale à l'époque. 
Il est un membre de la Fabian Society.

## Vie privée
Morgan vit à Southsea.
Il est un patron de LGBT + Labour et est gay , ayant soutenu Portsmouth Pride pendant de nombreuses années.